# Mareuil-sur-Arnon
Mareuil-sur-Arnon är en kommun i departementet Cher i regionen Centre-Val de Loire i de centrala delarna av Frankrike. Kommunen ligger  i kantonen Chârost som tillhör arrondissementet Bourges. År 2022 hade Mareuil-sur-Arnon 476 invånare.

## Befolkningsutveckling
Antalet invånare i kommunen Mareuil-sur-Arnon
Referens:INSEE